# Dick Delgado

Zawodnik Oklahoma Sooners

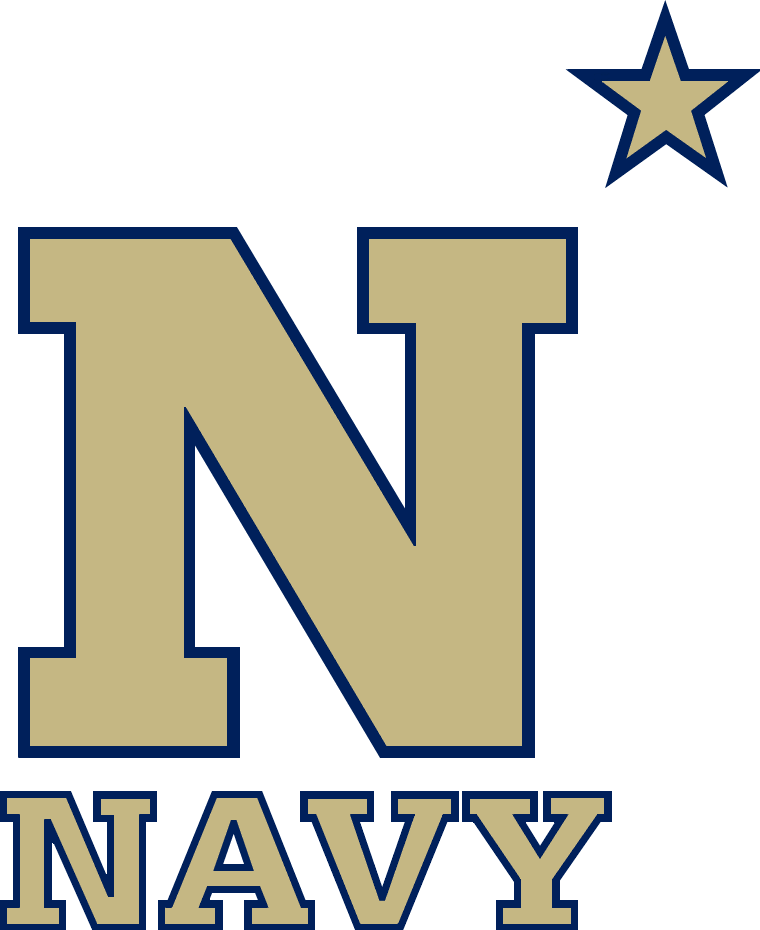
Zawodnik Navy Midshipmen

Richard Alfredo „Dick” Delgado (ur. 8 czerwca 1931 w National City, zm. 3 lipca 1991) – amerykański zapaśnik walczący w stylu wolnym. Olimpijczyk z Melbourne 1956, gdzie zajął szóste miejsce w kategorii do 52 kg.
Zajął piąte miejsce na mistrzostwach świata w 1954 roku.
Zawodnik San Diego High School i University of Oklahoma. W latach 1950–54 w US Navy. Trazy All-American w NCAA Division I (1956–1958). Pierwszy w 1957 i 1958; trzeci w 1956. Zdobył też tytuł "Outstanding Wrestler" w 1958. Trener zapasów roku.

## Letnie Igrzyska Olimpijskie 1956
| Konkurencja      | Rundy eliminacyjne            | Rundy eliminacyjne | Rundy eliminacyjne                | Klas. końcowa |
| Konkurencja      | Przeciwnik I                  | Przeciwnik II      | Przeciwnik III                    | Miejsce       |
| ---------------- | ----------------------------- | ------------------ | --------------------------------- | ------------- |
| 52 kg styl wolny | Mirian Całkałamanidze (URS) P | wolny los Z        | Mohamed Ali Khojastehpour (IRI) P | 6.            |